# Dobrock
Dobrock (niederdeutsch Dobrook) ist ein Ortsteil der Gemeinde Wingst, die zur Samtgemeinde Land Hadeln im niedersächsischen Landkreis Cuxhaven gehört.

## Geografie
Der Ort liegt westlich direkt an der Bundesstraße 73, die von Cuxhaven nach Hamburg führt.

## Geschichte
Wingst wurde 1301 als Wingsthöhe erstmals erwähnt und als organisatorische Einheit Wingster District erst um 1770. Dobrock gehört zu den ältesten Siedlungen im Gebiet der Wingst.

## Politik
Gemeinderat und Bürgermeister
Auf kommunaler Ebene wird der Ortsteil Dobrock vom Rat der Gemeinde Wingst vertreten.

## Kultur und Sehenswürdigkeiten

### Baudenkmale
- Hofanlage Hasenbeckallee 39 aus dem ersten Viertel des 19. Jh., heute Hotel Forsthaus am Dobrock
- Wohn- und Wirtschaftsgebäude Im Moor 13 von um 1850 in Fachwerk

### Regelmäßige Veranstaltungen
In Dobrock, dem bekanntesten Ortsteil der Wingst, findet alljährlich ein großes Reitturnier statt, das seit 1907 vom Unterelbeschen Renn-, Reit- und Fahrverein veranstaltet wird, der im selben Jahr gegründet wurde. Schirmherr des Turniers ist Paul Schockemöhle. Die Schirmherrschaft kommt nicht von ungefähr, sie drückt eine große Verbundenheit mit der Region aus, da er eines der erfolgreichsten Springpferde der Welt, den Wallach Deister aus dem nahen Osterbruch bezog.
Außerdem findet jährlich am zweiten Juliwochenende das Schützenfest des Schützenverein Dobrock von 1877 e.V. statt.

### Grünanlagen
Außerdem befindet sich ein Waldfriedhof der Gruppe Ruheforst in diesem Ortsteil, der seit einigen Jahren für reges Interesse im Elbe-Weser-Dreieck und zu kirchlichem Unmut geführt hat.